# 為你鍾情 (1985年電影)
《為你鍾情》1985年上映的香港青春愛情電影，由張國榮、李麗珍、柏安妮領銜主演。

## 劇情簡介
舞廳DJ陳福水（張國榮飾）風流活潑，一日在街上見到護士余麗珍（李麗珍飾），不禁墜入愛河，百般追求，終獲其歡心。不久後阿珍到福水舞廳探班，見到福水左擁右抱，與他人打情罵俏，遂大發脾氣，兩人鬧翻。另一方面，福水怕其妹（柏安妮飾）年少無知，拒絕好友沙皮（孟海飾）藉故親近。沙皮與福水妹妹只能暗中交往。剛與阿珍鬧翻的福水卻發覺兩人關係。福水與沙皮爭吵起來，打架鬧翻。而後沙皮卻因發病昏倒被送去醫院。福水到醫院探望時，醫生告知沙皮身患絕症，需要捐腎，福水及其表弟便決定為沙皮捐腎，然而測出他們皆因血型不合，無法救沙皮。同時，病床上的沙皮見到他的護士是阿珍，便勸阿珍原諒福水。沙皮出院，大夥決定為他開派對，兼慶祝沙皮生日。派對上，沙皮說出自己的生日願望，就是希望好朋友福水和阿珍終成眷屬。沙皮過世，葬禮後福水送阿珍回家，兩人也最終和好。

## 演員
| 演員   | 角色         |
| ------ | ------------ |
| 張國榮 | 陳福水       |
| 李麗珍 | 余麗珍       |
| 柏安妮 | 福水妹       |
| 孟海   | 福水好友沙皮 |
| 羅明珠 | 阿珠         |
| 王書麒 | 海胆         |

## 電影歌曲
| 歌名         | 演唱者 |
| ------------ | ------ |
| 《為你鍾情》 | 張國榮 |
| 《不羈的風》 | 張國榮 |
| 《第一次》   | 張國榮 |
| 《痴心的我》 | 張國榮 |
| 《心中情》   | 張國榮 |
| 《柔情蜜意》 | 張國榮 |
| 《Monica》   | 張國榮 |

## 外部連結
- 香港影庫上《為你鍾情》的資料（繁體中文）
- 開眼電影網上《為你鍾情》的資料（繁體中文）
- 豆瓣电影上《為你鍾情》的資料 （简体中文）
- 时光网上《為你鍾情》的資料（简体中文）
- AllMovie上《為你鍾情》的资料（英文）
- 爛番茄上《為你鍾情》的資料（英文）
- 互联网电影数据库（IMDb）上《為你鍾情》的资料（英文）